# District de Huaro
Au Pérou, le district de Huaro est l’un des douze districts de la province de Quispicanchi située dans le département de Cusco.